# ザムトゲマインデ・ベルデ・ラムシュテット
ザムトゲマインデ・ベルデ・ラムシュテット (ドイツ語: Samtgemeinde Börde Lamstedt) は、ドイツ連邦共和国ニーダーザクセン州クックスハーフェン郡に属すザムトゲマインデ（集合自治体）である。ここでは5町村が、行政業務を統合して行っている。本部はラムシュテットにある。

## 地理

### ザムトゲマインデの構成町村
このザムトゲマインデは、アームストルフ、ホルンゼート、ラムシュテット、ミッテルステナーエ、シュティンシュテットの 5町村からなる。

## 歴史
このザムトゲマインデは、1960年代に初めて形成された。構成町村は長い共通の歴史を有している。ラムシュテットは1115年に parochia lamstede として教会台帳に記述されている。一方、考古学的発掘調査は、このベルデではずっと早い時期から入植が行われていたはずであることを明らかにした。このベルデは1500年頃に「フェルダー・レギスター」に記録され、初めてその名が記された。しかし、行政上は一体化しておらず、教会教区が一体化していた。
1746年には、ベルデ・ラムシュテットに Gevollmächtigter が記録されている。これは、法律上の地方行政を管轄する役人であった。ザムトゲマインデ・ラムシュテットは何百年も前から救貧院の運営を行っていた。1934年までこのザムトゲマインデは「シュパルカッセ・デア・ベルデ・ラムシュテット」という名称の、地元の貯蓄銀行の保証人となっていた。
1963年2月27日に、当時のベルデ・ラムシュテットの16町村中13町村が自由意志に基づきザムトゲマインデに統合された。シュティンシュテットは1967年6月19日に、アームシュトルフは1969年1月1日に、ニンドルフは1970年1月1日にこれに加わった。1972年の行政・地域改革により、自治体数は5つに減少した。

### 地名の由来
ベルデは、低地ドイツの bören に由来する。この語は「担う」あるいは「持つ」といた意味である。ベルデは、住民が共同で公的負担を「担う」行政単位であったため、こう呼ばれていた。したがって、ベルデという単語の適切な解釈は「徴税区」ということになる。

## 住民

### 人口推移
| 年         | 1987  | 1992  | 1997  | 2002  | 2007  | 2008  | 2009  | 2010  | 2011  | 2013  |
| ---------- | ----- | ----- | ----- | ----- | ----- | ----- | ----- | ----- | ----- | ----- |
| 人口（人） | 5,703 | 5,838 | 6,051 | 6,129 | 6,130 | 6,084 | 5,991 | 5,930 | 5,931 | 6,028 |

各年12月31日現在の人口である。

## 行政

### ザムトゲマインデ議会
ザムトゲマインデ・ベルデ・ラムシュテットの議会は、16人の議員で構成されている。これは人口5,000人から6,000人の市町村に対する議員定数である。16人の議員は、5年ごとに住民の選挙によって選出される。
ザムトゲマインデ議会では、ザムトゲマインデ長も投票権を有している。

### 首長
ザムトゲマインデ・ベルデ・ラムシュテットの首長はホルガー・マイヤー（無所属）である。
歴代首長:
- ヴェルナー・オッテン（2001年 - 2016年）CDU
- ホルガー・マイヤー（2016年 -　）無所属

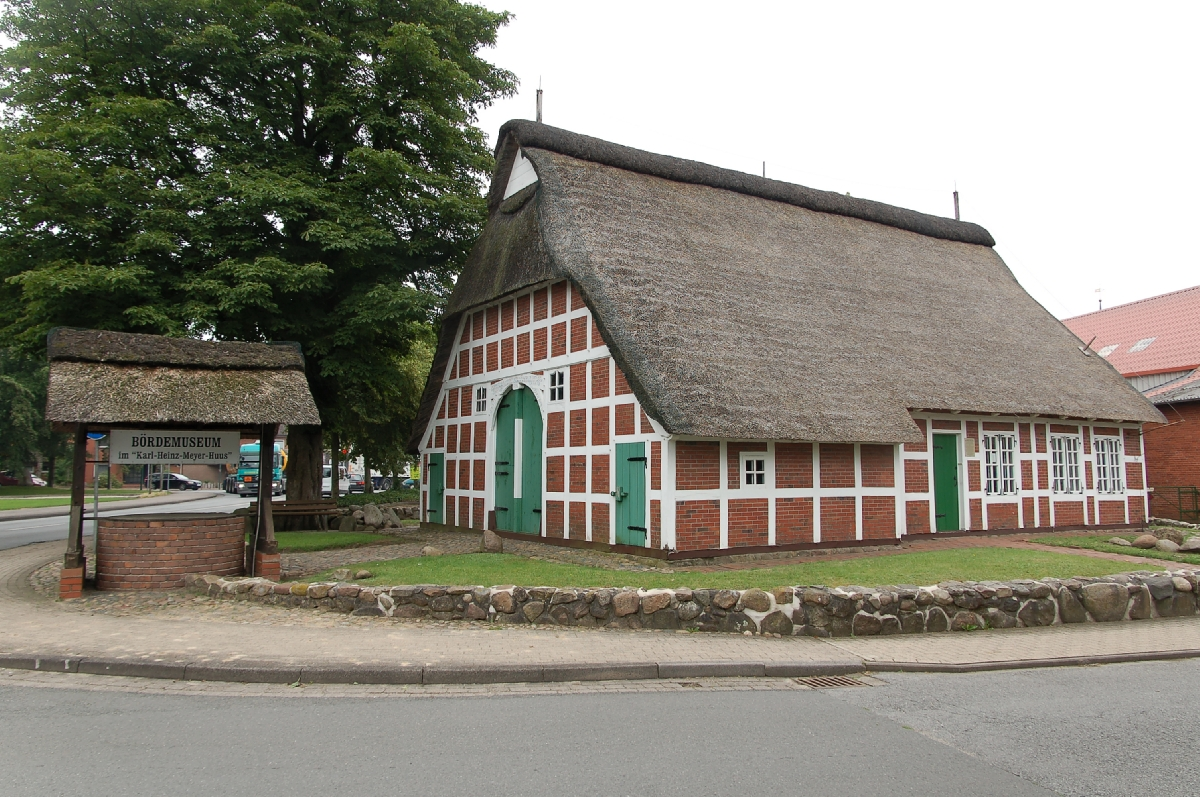
紋章のデザインになったラムシュテットのベルデ博物館

### 紋章
図柄: 16個の赤い円が付けられた銀の縁取り。中央は緑地で、赤い木組み、銀の梁と扉、銀の門、金の屋根を持つニーダーザクセンの農家が描かれている。
解説: 赤い円は、ザムトゲマインデ・ベルデ・ラムシュテットを元々構成していた16町村を意味している。農家は、ザムトゲマインデの象徴的建造物であるラムシュテットのベルデ博物館である。

### 姉妹自治体
- ブワディスワボボ（ポーランド語版、英語版）（ポーランド、ポモージェ県）1992年6月6日[7]

## 経済と社会資本
ベルデ・ラムシュテットは、強固な農業構造を有している。重要な産業分野は、乳牛の飼育とミルクの生産である。このザムトゲマインデは、人口約 6,000人に対して、乳牛が12,000頭以上いる。

## 関連文献
- Udo Theuerkauf (1997). Samtgemeinde Börde Lamstedt. ed. Kleine Heimatkunde der Börde Lamstedt. Lamstedt

この文献は、翻訳元であるドイツ語版の参考文献として挙げられていたものであり、日本語版作成に際し直接参照してはおりません。